# Antoine Bohier
Antoine Bohier, detto du Prat (Issoire, 1462 circa – Blois, 25 novembre 1519), fu un arcivescovo e cardinale francese.
Era figlio d'Austremoine Bohier e di Anne Duprat. Il fratello Giovanni fu vescovo di Nevers dal 1508 al 1512 ed il cugino per parte di madre Antonio Duprat, cardinale.

## Biografia
Intrapresa la carriera ecclesiastica, divenne monaco benedettino a Fécamp e quindi abate di Saint-Ouen a Rouen.
Divenne consigliere per il clero al Parlamento di Normandia il 1º ottobre 1499.
Nel 1505 fu nominato abate dell'Abbazia della Trinità di Fécamp e successivamente fu abate dell'Abbazia benedettina di Issoire.
Il 13 novembre 1514 fu nominato arcivescovo di Bourges.
Nel concistoro del 1º aprile 1517 da papa Leone X lo nominò cardinale con il titolo di cardinale presbitero di Sant'Anastasia.
Morto a Blois, la sua salma fu traslata a Bourges nella Cattedrale di Santo Stefano ove fu inumata.